# Emily Mackay
Emily Mackay (30 de abril de 1998) es una deportista estadounidense que compite en atletismo, especialista en las carreras de mediofondo.
Ganó una medalla de bronce en el Campeonato Mundial de Atletismo en Pista Cubierta de 2024 y una medalla de bronce en los Juegos Panamericanos de 2023, ambas en la prueba de 1500 m.

## Palmarés internacional
| Campeonato Mundial en Pista Cubierta | Campeonato Mundial en Pista Cubierta | Campeonato Mundial en Pista Cubierta | Campeonato Mundial en Pista Cubierta |
| Año                                  | Lugar                                | Medalla                              | Prueba                               |
| ------------------------------------ | ------------------------------------ | ------------------------------------ | ------------------------------------ |
| 2024                                 | Glasgow (Reino Unido)                | Medalla de bronce                    | 1500 m                               |
| Juegos Panamericanos                 |                                      |                                      |                                      |
| Año                                  | Lugar                                | Medalla                              | Prueba                               |
| 2023                                 | Santiago (Chile)                     | Medalla de bronce                    | 1500 m                               |